# Buďánka
Buďánka jsou bývalá dělnická osada, nyní ležící na pražském Smíchově v části přiléhající ke Košířům (a často považované za jejich součást), zejména v okolí ulice U Zámečnice, v oblasti mezi usedlostí Kavalírka a přírodní památkou Skalka. Na místě vinice ji mezi lety 1800-40 postavili pravděpodobně dělníci z blízkého pískovcového lomu. Bydleli v ní možná pak i mnozí dělníci Tatry Smíchov, břevnovské cihelny a další.
Osada měla okolo 20 domků, v nichž bydlelo až 300 obyvatel (podle některých údajů měla 24 domků). Od roku 1991 jsou vesnickou památkovou zónou, avšak vzhledem k havarijnímu stavu je jejich celková záchrana nepravděpodobná.

## Další historie Buďánek

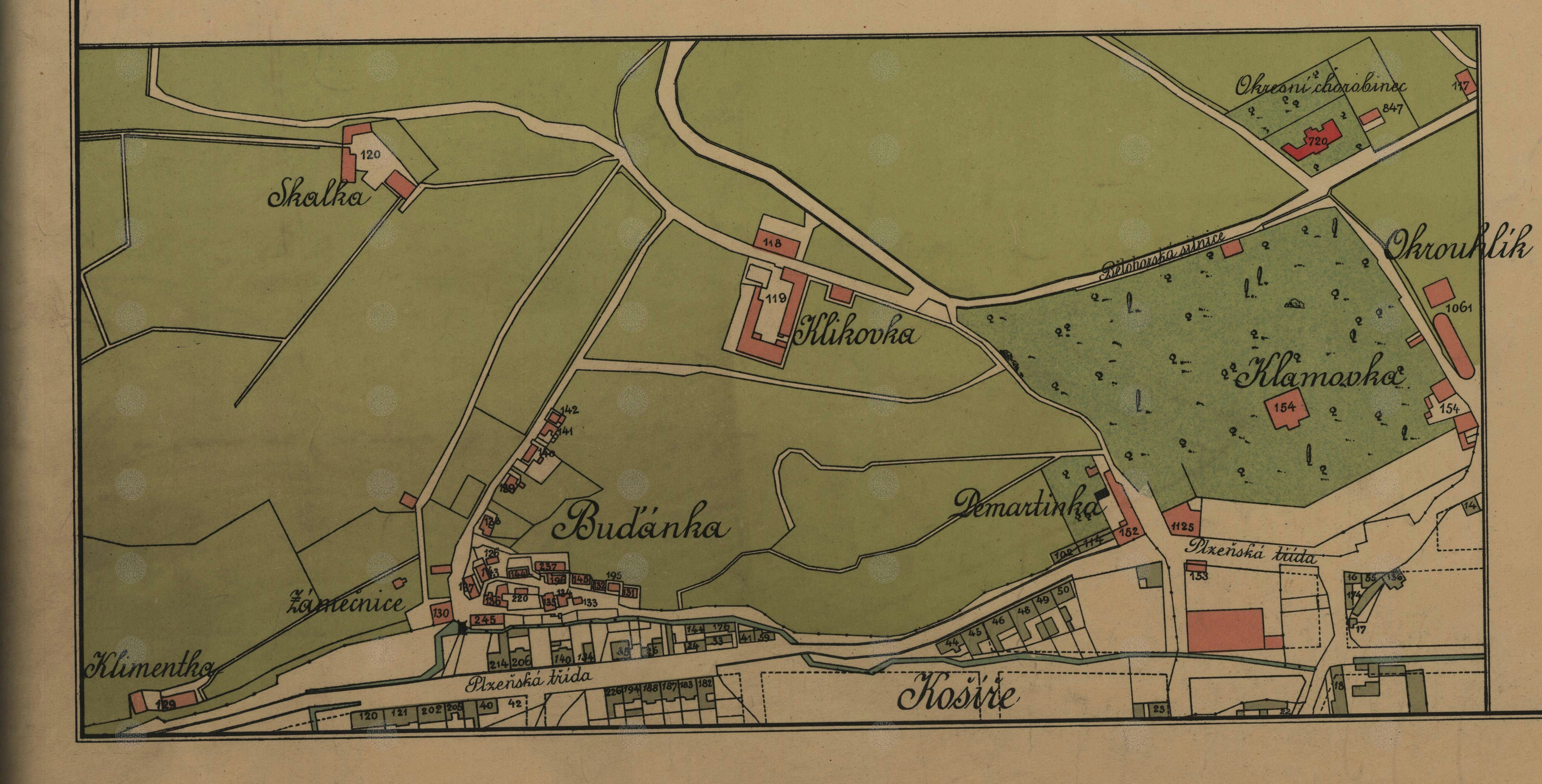
Buďánka na mapě Smíchova z roku 1906

Spisovatel Jakub Arbes, který tudy na svých procházkách často procházel, zmiňuje osadu v několika svých knihách. V romanetech Rváč a Můj přítel - vrah ji popisuje jako romantické místo, kde žili chudí řemeslníci i košířská galérka.
Před 1. světovou válkou začal úpadek Buďánek po zavření části lomu. Za 2. světové války měly jednotky SS kryt ve sklepě místního hostince.
V letech 1976–1980 bydlel na Buďánkách i Svatopluk Karásek, v jeho domě zkoušela nástupnická skupina tělesa Plastic People of the Universe Půlnoc a scházeli se zde disidenti.
V 80. letech 20. století byly téměř všechny domy od majitelů vykoupeny a osada začala chátrat. Počítalo se s jejich zbouráním, na jejich místě měl být podle územního rozhodnutí z roku 1988 postaven mnohapatrový panelový dům se 144 byty pro ministerstvo vnitra a bazén nebo zdravotní středisko Zámečnice. Poslední člověk se údajně odstěhoval v listopadu 1991.
Vlastníkem posledního obývaného domku v památkové zóně zůstal Ludvík Hradilek a nadále zde pobývá jeho rodina. Od začátku se angažuje v záchraně Buďánek. Během devadesátých let napsal na střechu svého domu výrazné nápisy: „Pomoc, chtějí nás zbourat“ a „Koukale, padáme i na tvou hlavu“. V červenci 2001 tam napsal nápis „Obvodní úřad – náš hospodář“. Fotografie těchto nápisů prošly mnoha médii.
V roce 1990 uspěla v magistrátním výběrovém řízení na investora obnovy První česká hutní investiční společnost. Kvůli majetkovým nejasnostem a různým průtahům z plánů sešlo.

## Vesnická památková zóna

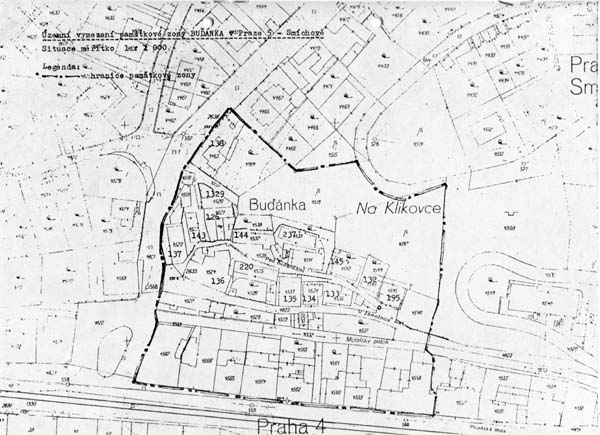
Vymezení vesnické památkové zóny Buďánka ve vyhlášce č. 15/1991 Sb. HMP

V roce 1991 magistrát hlavního města Prahy prohlásil území o rozloze 1,52 hektaru vesnickou památkovou zónou. V srpnu 1999 památkáři navrhovali i prohlášení objektů za nemovitou kulturní památku, ministerstvo kultury návrh v červnu 2000 zamítlo kvůli špatnému stavu objektů.
Městská část Praha 5 převzala v červnu 1996 (a část roku 1997) Buďánka od města Prahy do vlastnictví. V roce 1996 oslovila městská část firmu Metalconsult, přejmenovaného výherce řízení z roku 1990. Nedošlo však ke shodě s požadavky Pražského ústavu památkové péče. Další výběrové řízení z roku 1998 skončilo neúspěšně, Metalconsult odstoupil pro nedostatek peněz. Další výběrové řízení v roce 2004 rovněž nepřineslo výsledek.
Zájem o využití a postupné rekonstruování projevila Waldorfská škola J. A. Komenského, navrhováno bylo také pronajímat či prodat jednotlivé domky umělcům či řemeslníkům, kteří by si je na vlastní náklady postupně opravovali. Městská část však nabídky a návrhy odmítla a čekala na bohatého investora, jehož se nikdy nedočkala.
12. září 2000 kolem půl jedenácté došlo k požáru jednoho z domků, v půlmetrové vrstvě papírů a odpadků na podlaze zříceniny. Mělo jít už o osmý požár za poslední měsíce. Místní squatteři médiím sdělovali podezření, že požáry zakládá úmyslně někdo, kdo má zájem na likvidaci Buďánek – podle obyvatelů sousedního domu stálo 11. září odpoledne před dotčeným domem auto požární ochrany, což následující den vedení hasičského sboru vyloučilo.
Začátkem roku 2001 měla městská část Praha 5 záměr čtyři domky zrekonstruovat (hostinec č. p. 145 a další domy č. p. 120, 132 a 136), místo dvou dalších postavit repliky a zbytek zbourat. Náklady na tuto renovaci Buďánek odhadovala v té době na 300 miliónů Kč, zbourání zbytku na 3 milióny Kč. Odbor památkové péče magistrátu později požadoval zachovat ještě obytný dům č. p. 135 a drobnou stavbu v severozápadním cípu. V dubnu 2002 byl pro stav ohrožující bezpečnost stavebním úřadem vydán demoliční výměr na domy č. p. 126, 133, 135, 144, 195 a 1329. Tyto domy byly zbourány, ostatní částečně zabezpečeny.
Městská část usilovala o zrušení statusu památkové zóny. Avšak protože jej udělil magistrát a od 1. ledna 2001 přešla zákonem pravomoc vyhlašování památkových zón na ministerstvo kultury, obě instituce tvrdily, že nejsou oprávněny jej zrušit.
V roce 2002 se ve snahách o obnovu angažovalo sdružení „Buďánka pro budoucnost“ (výkonný ředitel ThDr. Jiří Silný, předsedkyně Alena Mejstříková), které je chtělo přeměnit v centrum neziskových organizací, konferenční a kulturní středisko. Členy sdružení byly Ekumenická akademie, Centrum pro dopravu a energetiku, Hnutí DUHA / Přátelé Země ČR, Pravoslavná akademie Vilémov, Diakonie Českobratrské církve evangelické - Středisko ekonomicko-sociálních aktivit Most. Návrh byl městskou částí zamítnut pro nedostatečné finanční záruky.

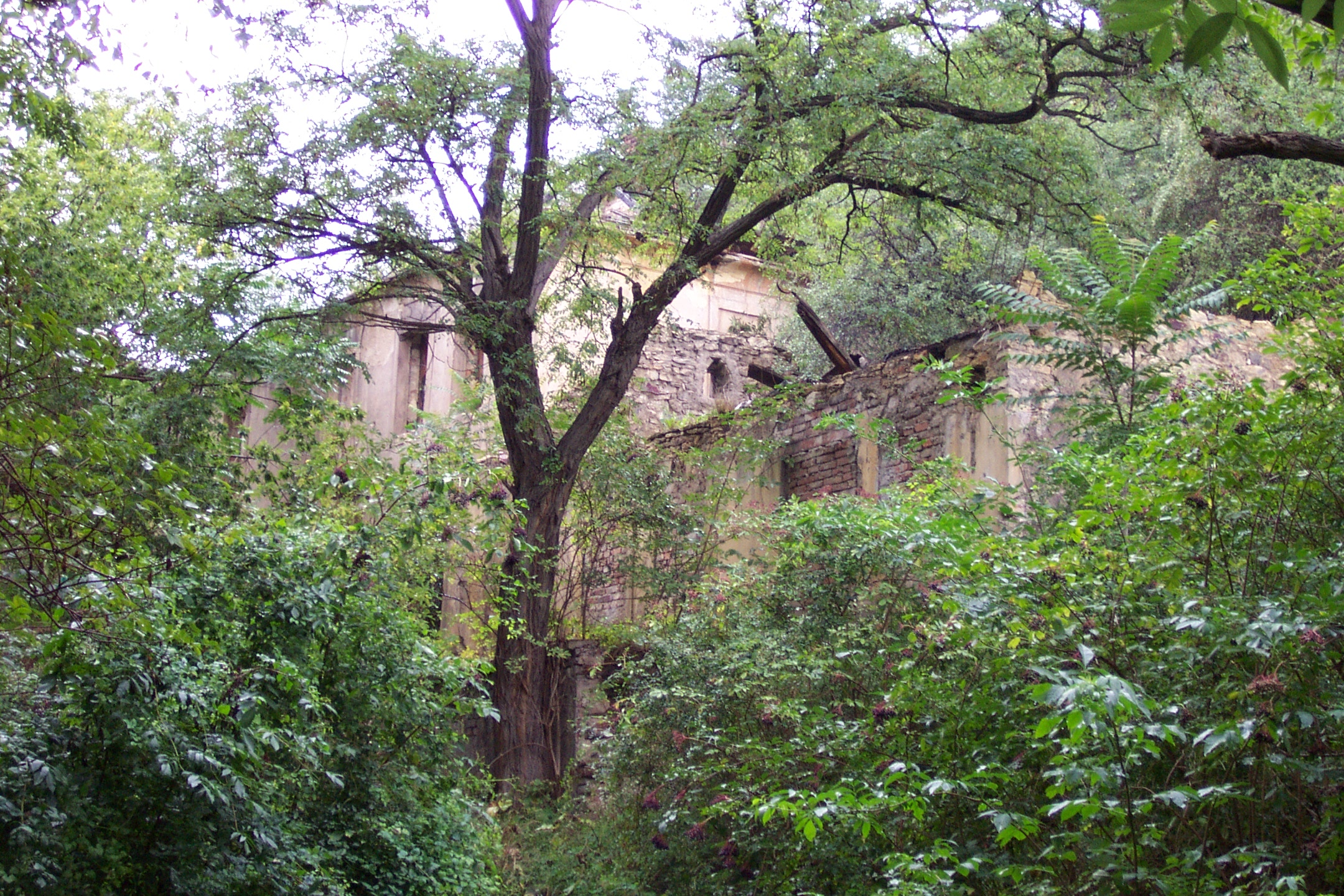
Ruiny kolonie (stav: 2007)

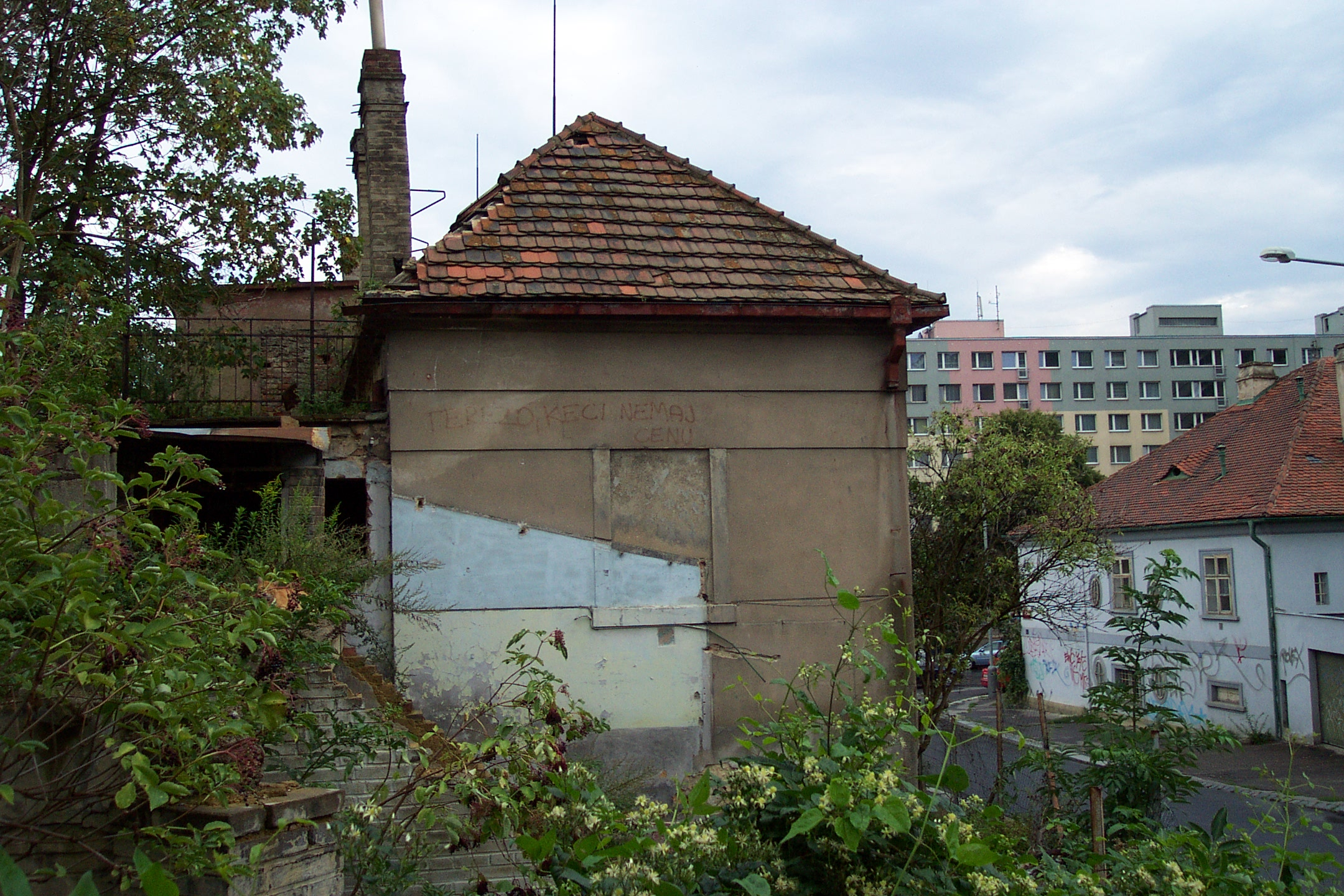
Jeden z domů (stav: 2007)

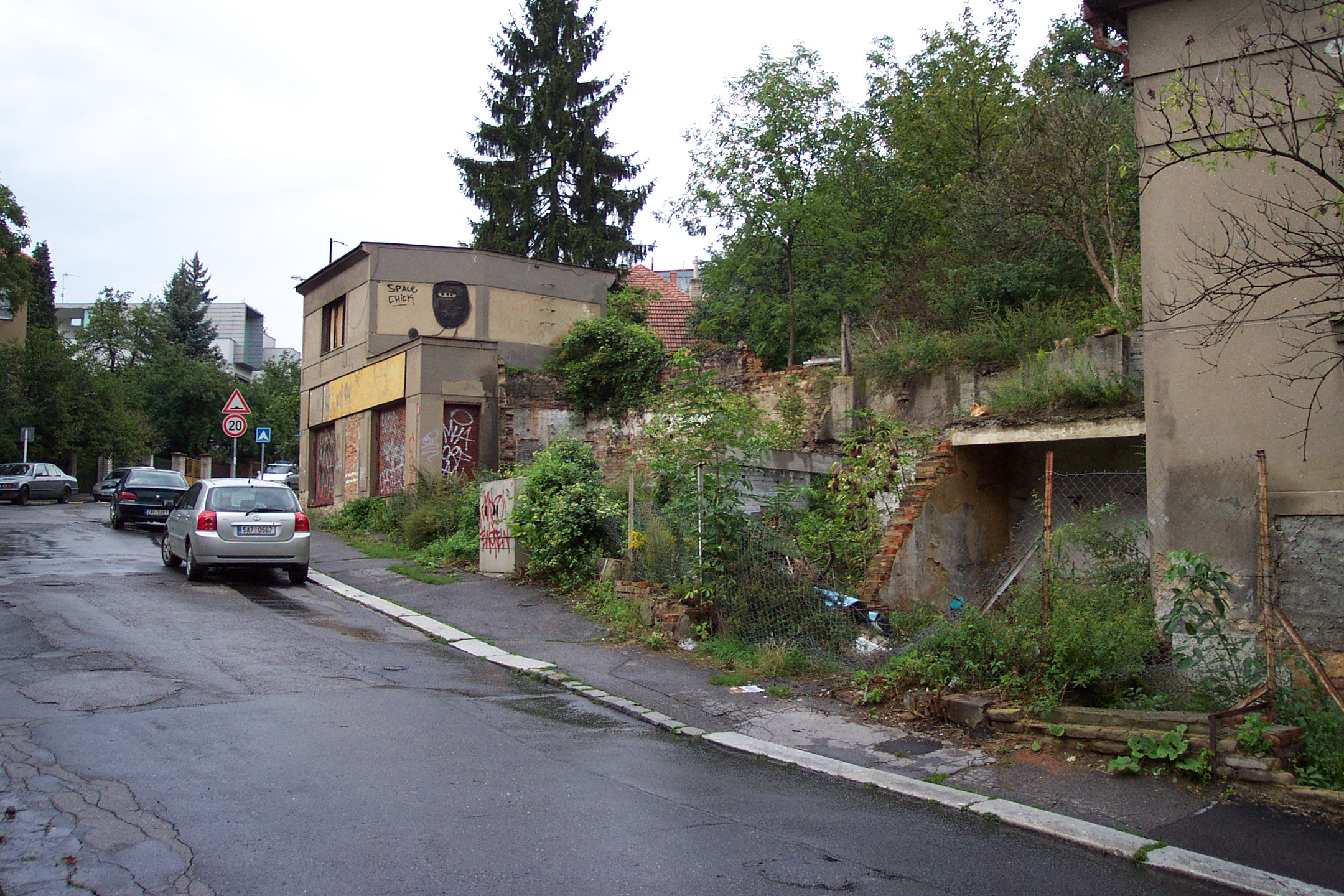
Budova bývalého koloniálu (stav: 2007)

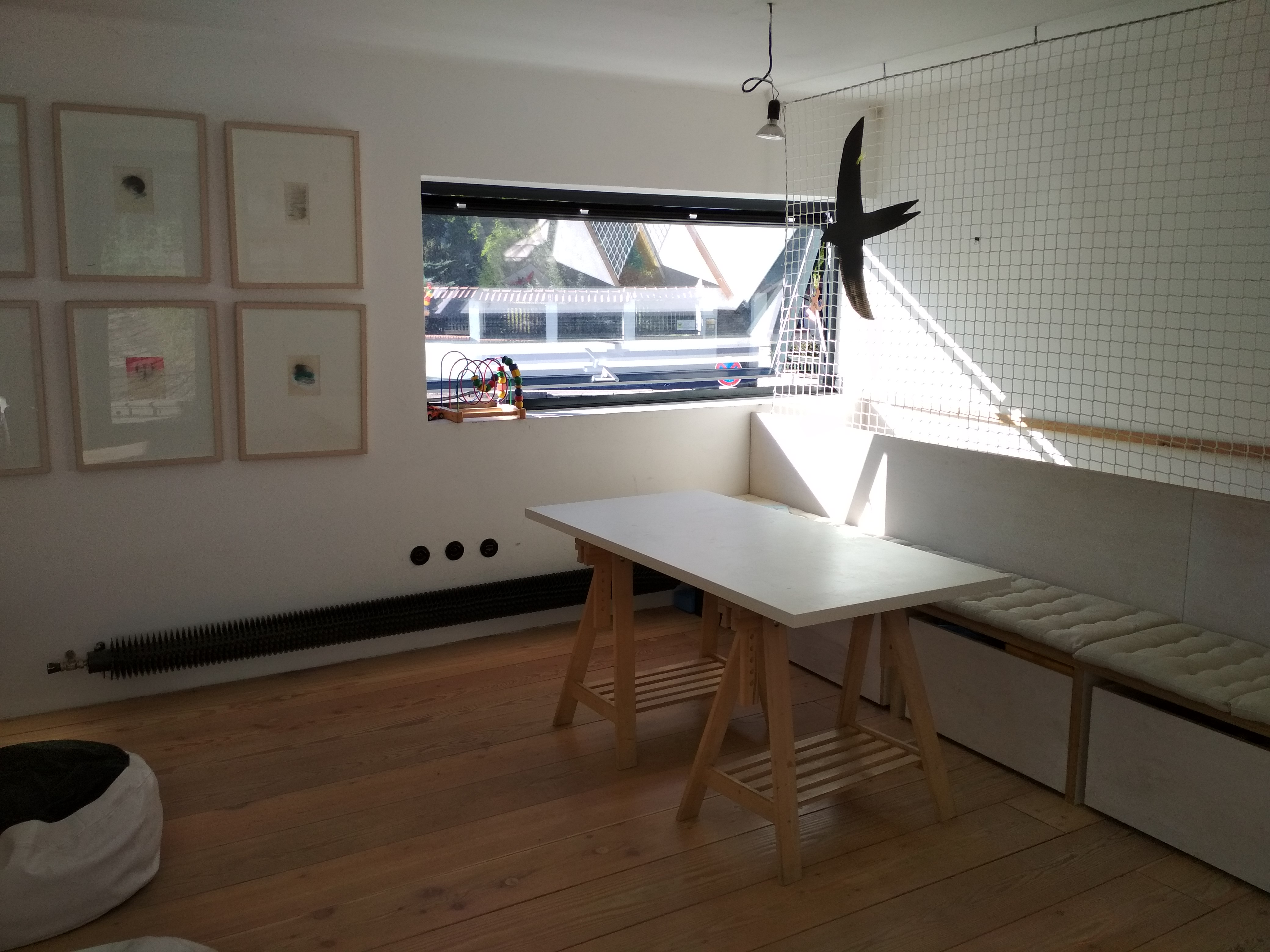
Interiér zrekonstruované budovy bývalého koloniálu (stav: 2020, první patro)

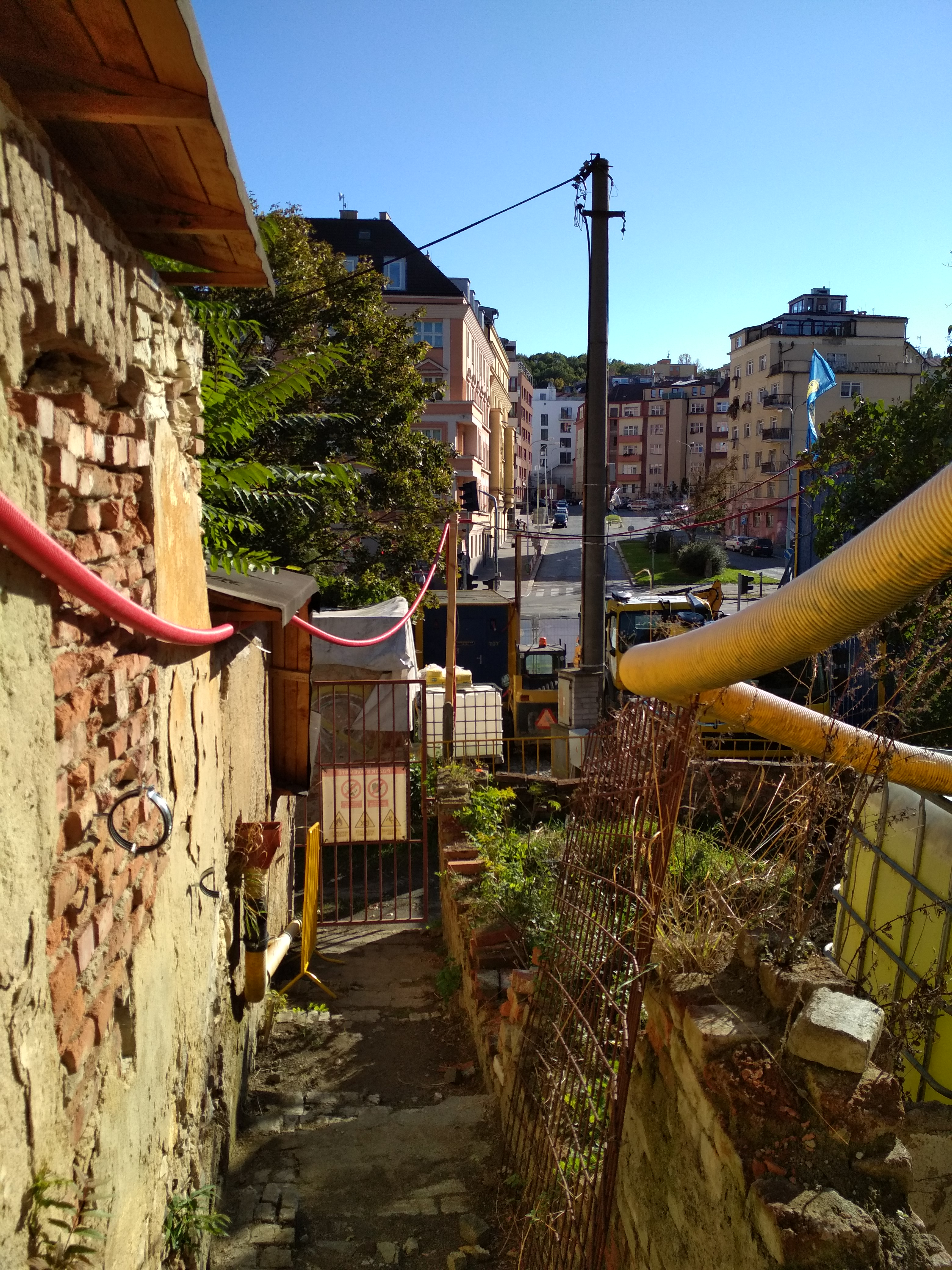
Část Buďánek, výhled do Musílkovy ulice (stav 2020)

Začátkem roku 2007 městská část jednala o komerčním projektu s firmou Geosan Alfa, která byla jediným účastníkem dalšího výběrového řízení. Pronajala jí pozemky za 5kč/m/rok na základě jejího záměru zde postavit bytové domy. Národní památkový ústav se v lednu 2007 postavil proti bourání Buďánek a požadoval přinejmenším zachování původní sítě cest. V médiích bylo zpochybňováno, zda je možno s tím plány firmy Geosan sladit. Do konce září 2007 měla firma předložit nový projekt, který by byl v souladu s požadavky památkářů. Ač se firma zavázala osadu revitalizovat, dosud nepředložila kromě několika obrázků žádné konkrétní návrhy na rekonstrukci.
Podle informací Bořivoje Daňka z Odboru památkové péče pražského Magistrátu budou zachovány 3 původní budovy. V jedné z nich bude restaurace s památkami na původní kolonii. Ve zbylé části lokality bude postaveno asi 70 nových bytů, ale bude při tom zachován původní ráz oblasti. Tato podoba však ještě není konečná. V pořadu Z metropole to uvedla 3. března 2007 Česká televize.
V místě působí spolek Přátelé Buďánek. Usiluje o to, aby Buďánka zůstala přirozenou a organickou součástí životního prostředí Prahy 5, zázemím pro kulturní a společenské aktivity košířské komunity, navrátila se sem možnost sousedského bydlení, byl zachován pro lokalitu typický vysoký podíl zeleně a všechny kvality, pro které jsou památkově chráněny.

## Souvislosti
V souvislosti s chátráním Buďánek a snahou o jejich záchranu bývají zmiňovány zejména Staré Střešovice a trojské Rybáře. Každá z těchto lokalit je však považována za unikátní.
V roce 1993 vzniklo Osmileté gymnázium Buďánka zaměřené na mimořádně nadané děti. Zpočátku sídlilo poblíž Buďánek, dle kterých tak získalo svůj název. Později vystřídalo více míst a od roku 2010 pod názvem Mensa gymnázium sídlí v Praze 6 – Řepích.

## Skloňování názvu
Místní název Buďánka je pomnožné jméno a řadí se ke střednímu rodu. Skloňuje se tedy stejně jako např. Napajedla, Koryta, Blata; tedy 2. pád: Buďánek, 3. pád: Buďánkům, 4. pád: Buďánka, 6. pád: Buďáncích, 7. pád: Buďánky. Jak však poukazuje Josef Šimandl v časopise Naše řeč, místní názvy jako Buďánka, Ryšánka a Hřebenka jsou v dnešním úzu singularizovaná a tuto změnu zaznamenal již v roce 1929 A. Procházka, který upozornil na skutečnost, že noví obyvatelé Prahy nepociťují rozdíl mezi singulárovou a pomnožnou variantou místních názvů. Z tohoto hlediska je tedy možná i singulárová varianta: 1. pád: Buďánka, 2. pád: Buďánky, 3. pád: Buďánce, 4. pád: Buďánku, 6. pád: Buďánce, 7. pád: Buďánkou.